# Октябрьское (Пригородный район)
Октя́брьское (осет. Октябрыхъæу, ингуш. Шолхи) — село в Республики Северная Осетия — Алания. Административный центр Пригородного района. Образует Октябрьское сельское поселение.

## География
Селение расположено по обоим берегам реки Камбилеевка, в 3 км к востоку от города Владикавказ. На западе фактически слился с одним из микрорайонов города Владикавказ — посёлок Карца, а на севере с сёлами Ир и Камбилеевское.

## История
Современное селение было основано ингушами примерно во второй половине XVIII века, когда жители, выделившиеся из округа, известного под названием Большие Ингуши (с центром в Ангуште), образовали округ Малые Ингуши с центром в селении Шолхи.
В 1859 году на месте бывшего аула Шолхи была основана станица Камбилеевская Сунженской оборонительной линии, которая в 1867 году была упразднена и преобразована в хутор Тарский.
После Октябрьской социалистической революции в 1922 году русские переселенцы, проживавшие в хуторе Тарском, были переселены, а поселение вновь было заселено ингушами.
7 июля 1924 года селение, вернувшее своё прежнее название — Шолхи, было передано в состав Ингушской автономной области (с 5 декабря 1936 года в составе Чечено-Ингушской автономной области).
После депортации чеченцев и ингушей 23 февраля 1944 года, селение Шолхи было переименовано в село Карца и передано в состав Северо-Осетинской АО.
В 1963 году в село было перенесено административный центр укрупнённого Пригородного района. 
В 1965 году Указом Президиума ВС РСФСР село Карца переименовано в Октябрьское.
В ноябре 1992 года село сильно пострадало во время осетино-ингушского конфликта. С 1993 года село активно восстанавливается и развивается.

## Население
| 1926    | 1970    | 1979    | 1989    | 2002    | 2010    | 2011    | 2012    | 2013    |
| ------- | ------- | ------- | ------- | ------- | ------- | ------- | ------- | ------- |
| 1264    | ↗6031   | ↗7832   | ↗10 171 | ↗10 575 | ↘10 436 | ↘10 406 | ↘10 269 | ↘10 202 |
| 2014    | 2015    | 2016    | 2017    | 2018    | 2019    | 2020    | 2021    | 2023    |
| ↗10 231 | ↗10 275 | ↘10 221 | ↘10 194 | ↘10 147 | ↘10 067 | ↗10 076 | ↗10 149 | ↘10 042 |
| 2024    | 2025    |         |         |         |         |         |         |         |
| ↘10 018 | ↘9970   |         |         |         |         |         |         |         |

Национальный состав
По данным Всероссийской переписи населения 2010 года:
| Народ   | Численность, чел. | Доля от всего населения, % |
| ------- | ----------------- | -------------------------- |
| осетины | 9 110             | 87,3 %                     |
| русские | 973               | 9,3 %                      |
| армяне  | 108               | 1,0 %                      |
| грузины | 96                | 0,9 %                      |
| другие  | 159               | 1,4 %                      |
| всего   | 10 436            | 100 %                      |

По данным переписи по Северо-Кавказскому краю 1926 года:
| № | Национальность | Численность, чел. | Доля   |
| - | -------------- | ----------------- | ------ |
| 1 | ингуши         | 1261              | 99,8 % |
| 2 | другие         | 3                 | 0,2 %  |

## Экономика
Из крупных предприятий в Октябрьском находятся: Октябрьский консервный завод (не действует) и Октябрьский пищекомбинат. Швейная фабрика (не действует), на местном стадионе «Аланхим» проводил домашние матчи ФК «Автодор» и с 2010 года — «Беслан-ФАЮР».

## Инфраструктура
- Администрация Пригородного района
- Средняя общеобразовательная школа № 1,
- Средняя общеобразовательная школа № 2,
- Детская музыкальная школа,
- Детская художественная школа,
- Районный дворец культуры,
- Районная библиотека,
- Районная больница,
- Пожарная часть № 1 Пригородного района,
- Районный суд,
- Районный ЗАГС,
- Водная станция (пруд)

## Известные уроженцы
- Калоев Олег Асланбекович — советский борец вольного стиля, чемпион Европы и СССР.
- Плиев Грис Дзамболатович — советский осетинский поэт и прозаик, переводчик и театральный актёр.
- Тедеев Елкан Матвеевич — советский борец вольного стиля, чемпион Европы и двукратный чемпион СССР. Мастер спорта международного класса по вольной борьбе.